# Талышские горы
Талы́шские го́ры (азерб. Talış dağları, перс. کوههای تالش‎ Kuh-ha:ye Ta:lesh, тал. Tolyšə bandon / Толышə бандон), или Талыш, — три горных хребта, разделённых межгорными котловинами: Талышский водораздельный хребет, Пештасарский и Буроварский хребты. Расположены на крайнем юго-востоке Закавказья. Длина около 100 км, высота до 2492 м (гора Кёмюркёй). Гора Кёмюркёй, а также Кызъюрду и Шандан-Каласы считаются потухшими вулканами. Сейсмичность высокая. Талышские горы являются продолжением системы Малого Кавказа от которого отделены прогибом, занятым нижним течением реки Араз.
На восточных склонах Талышских гор произрастают субтропические широколиственные леса гирканского типа, сменяющиеся на высоте около 600 м буковыми, дубовыми и грабовыми, а в высокогорье — лугостепной растительностью; на западных склонах гор произрастают ксерофитовые сообщества.
На территории Талышских гор расположен участок Гирканского национального парка, образованного в 2003 году на месте Гирканского государственного заповедника, в котором произрастает реликтовый лес третичного периода (Flora hyrcana).

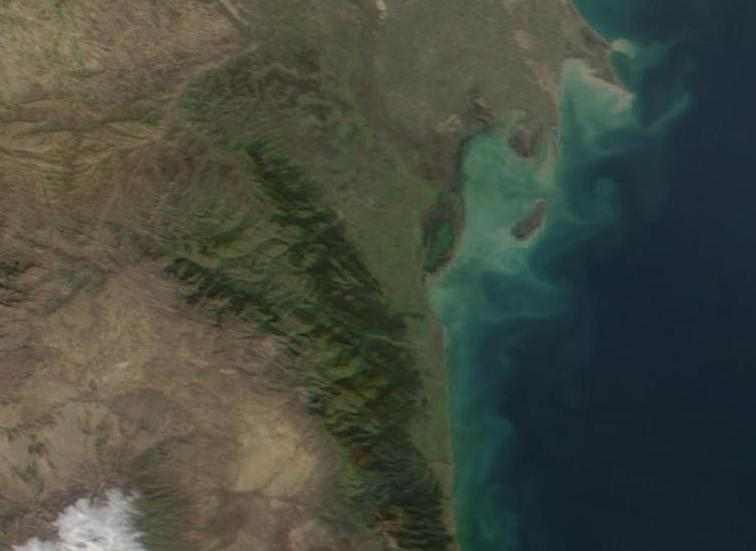
Вид из космоса

На востоке Талышские горы отделены от Каспийского моря Талышской низменностью, лежащей, как и всё каспийское побережье, на 28 м ниже уровня мирового океана. Малый Кавказ и Талышские горы служат соединительным звеном между Понтийскими горами на севере Малой Азии и иранским хребтом Эльбурс.
Сложены флешевыми и вулканогенными толщами с интрузиями основных пород.
В административном плане на территории Азербайджана Талышские горы расположены в Астаринском, Ленкоранском, Лерикском, Масаллинском, Ярдымлинском и Джалилабадском районах АР, а также в Наминском, Астаринском, Фуманскском, Масальском, Колурском и Масулинском шахрестанах Ирана.
В районе Талышских гор неподалёку от города Ленкорань находятся Хафтонинские и Хавзовинские горячие минеральные источники, близ города Масаллы находятся Аркеванские горячие минеральные источники, неподалёку от города Астара — выходы термальных вод на поверхность.

## Фотогалерея

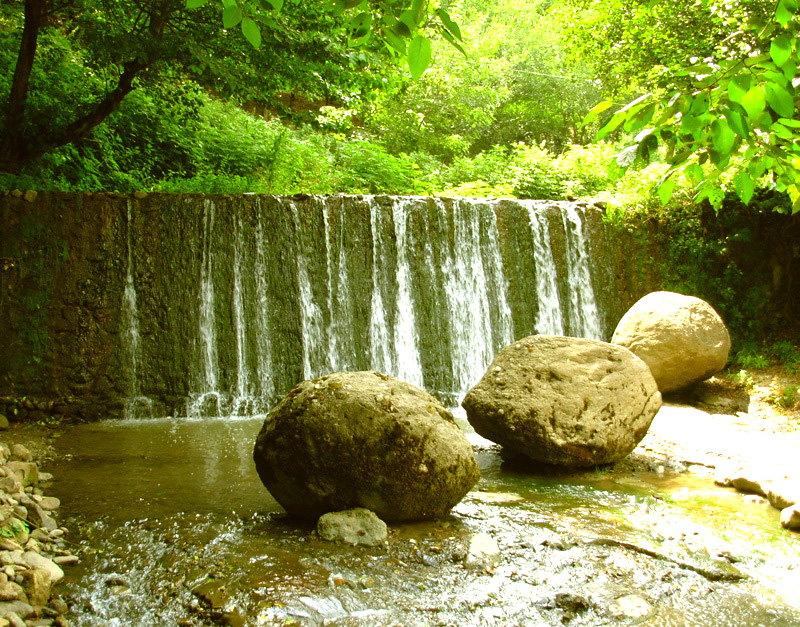
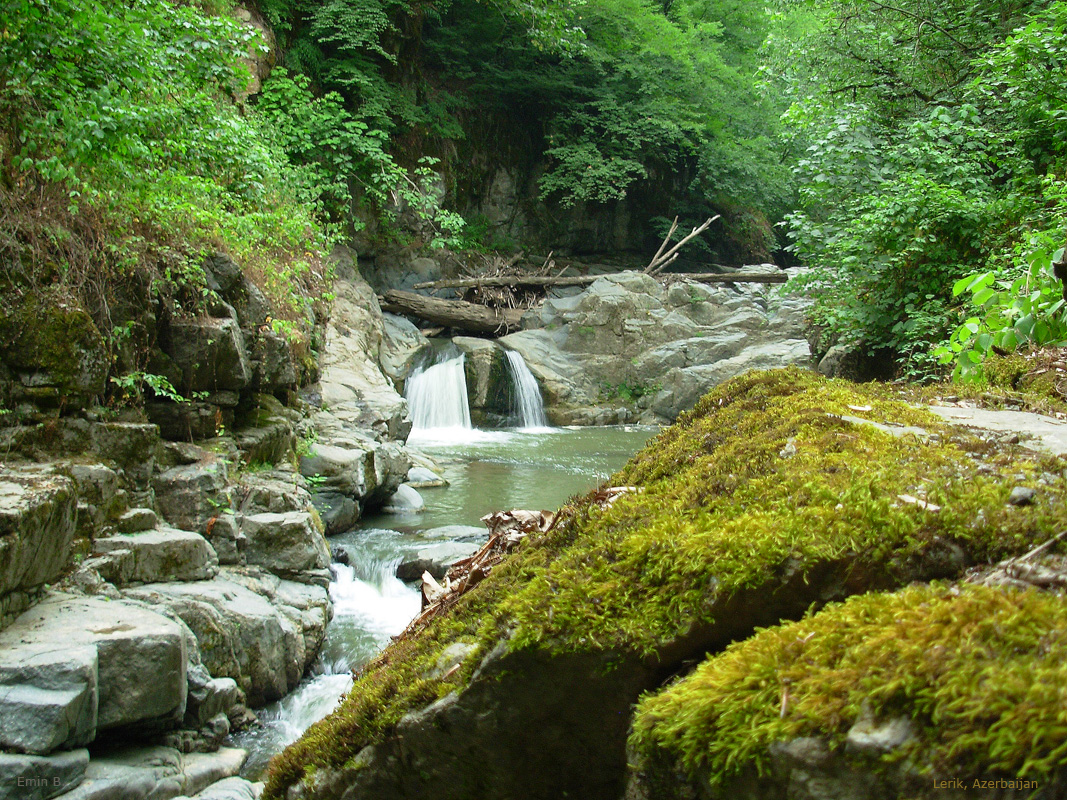
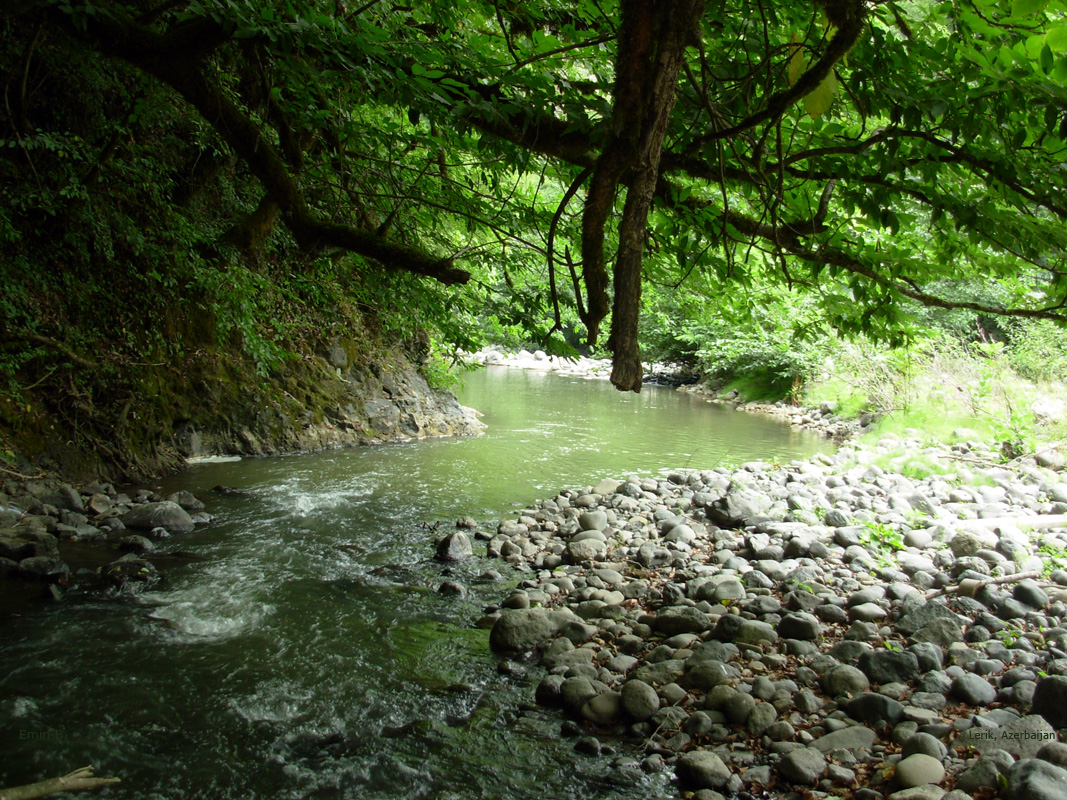
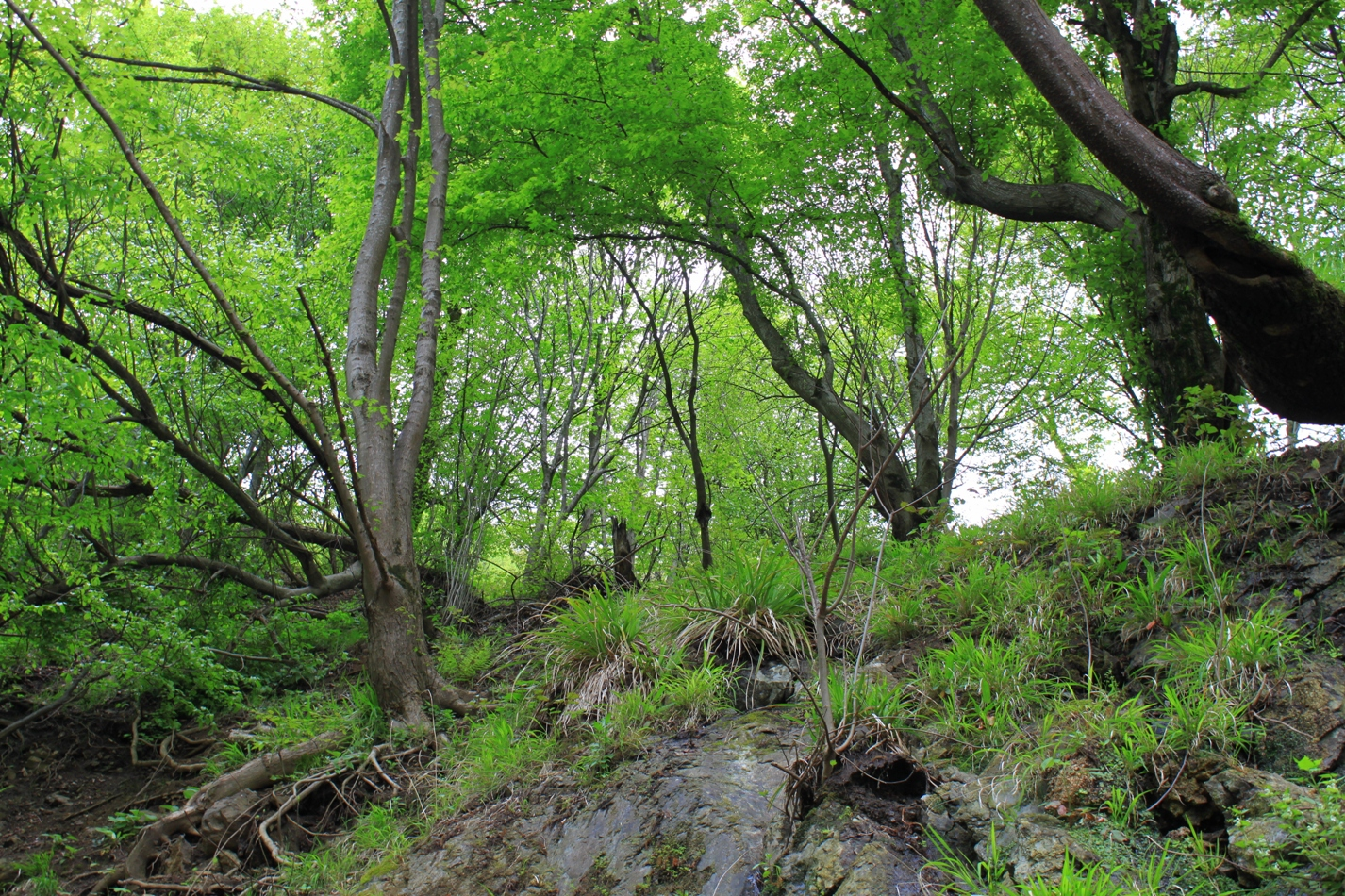
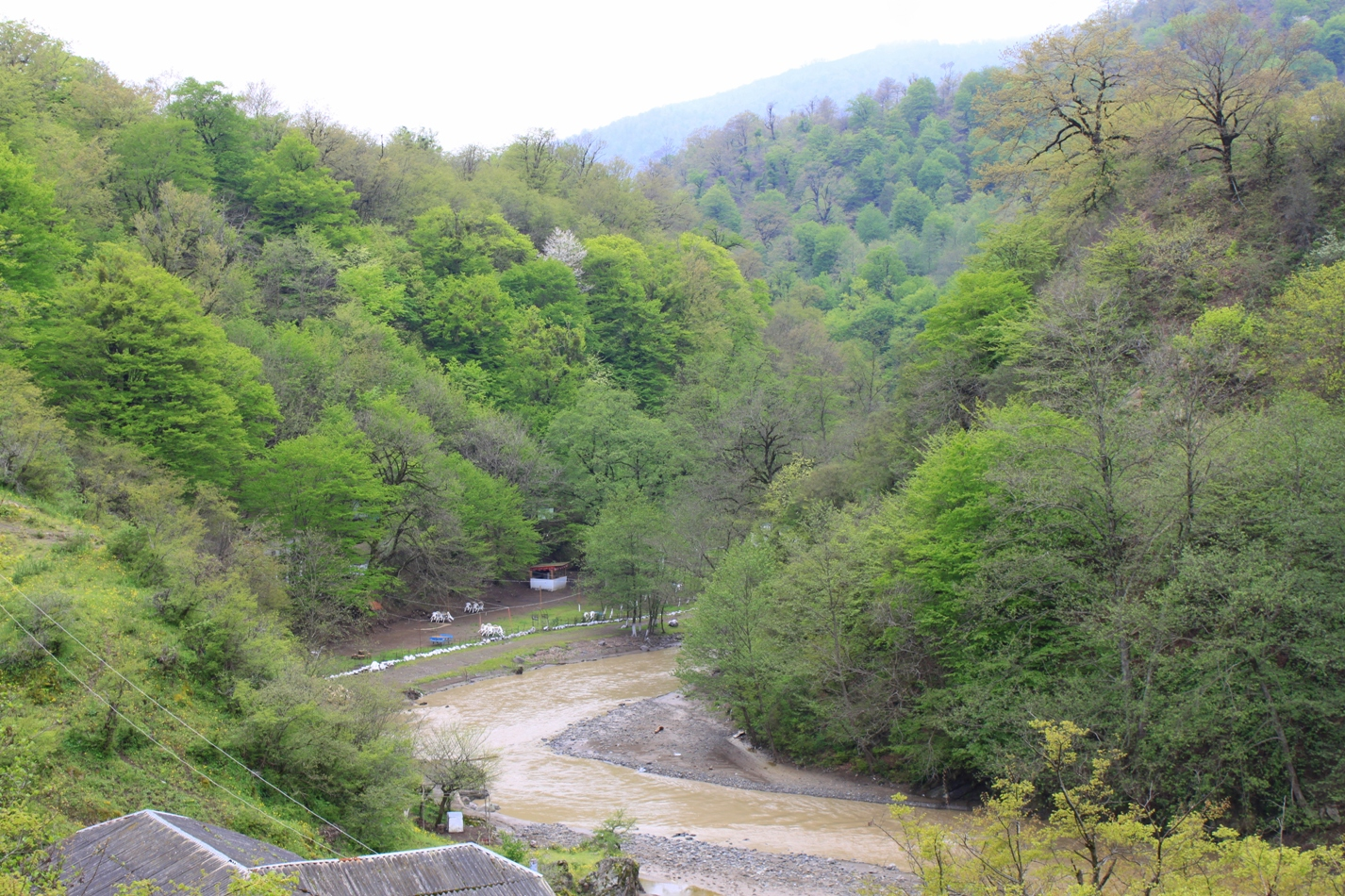
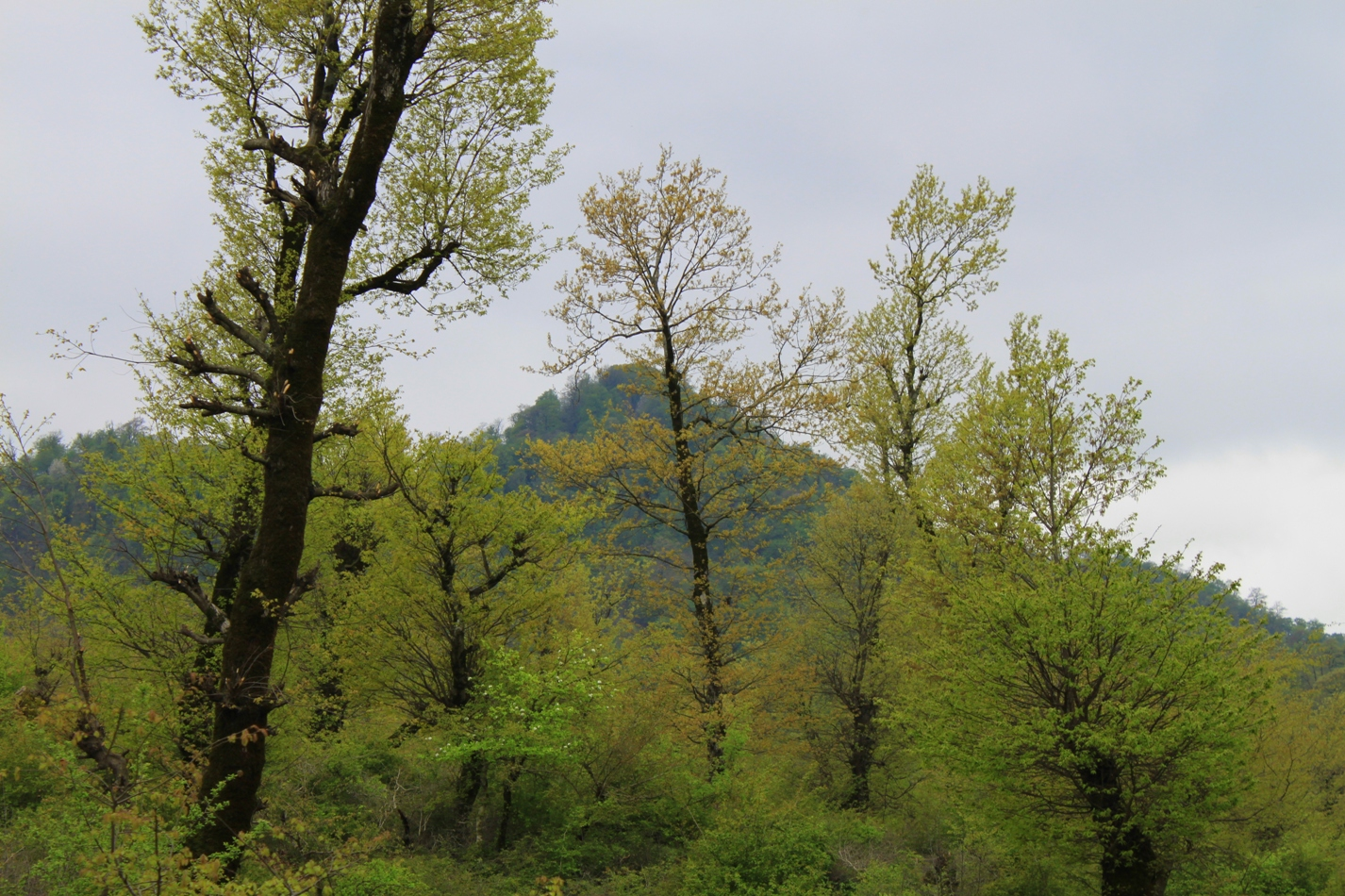
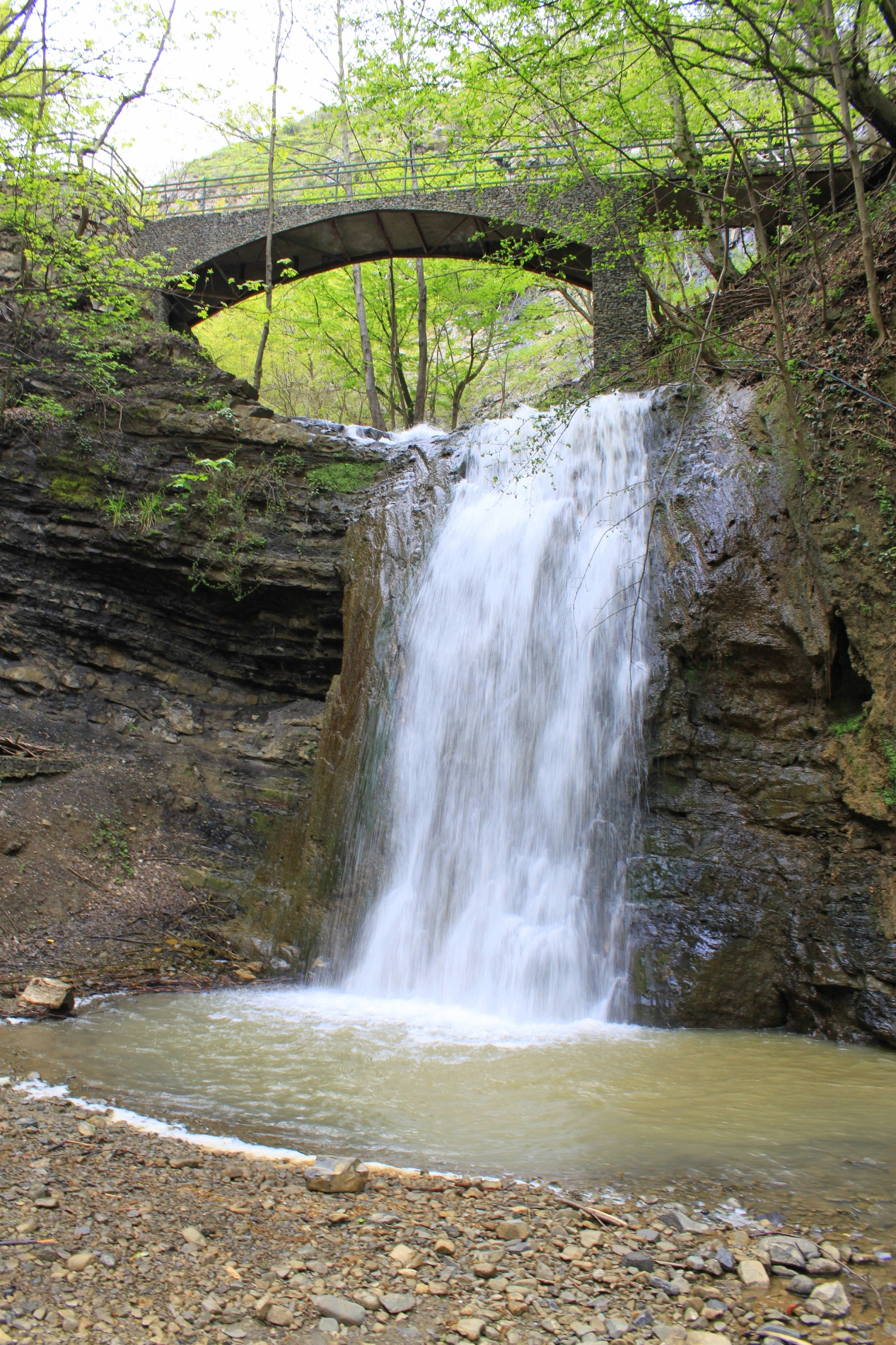
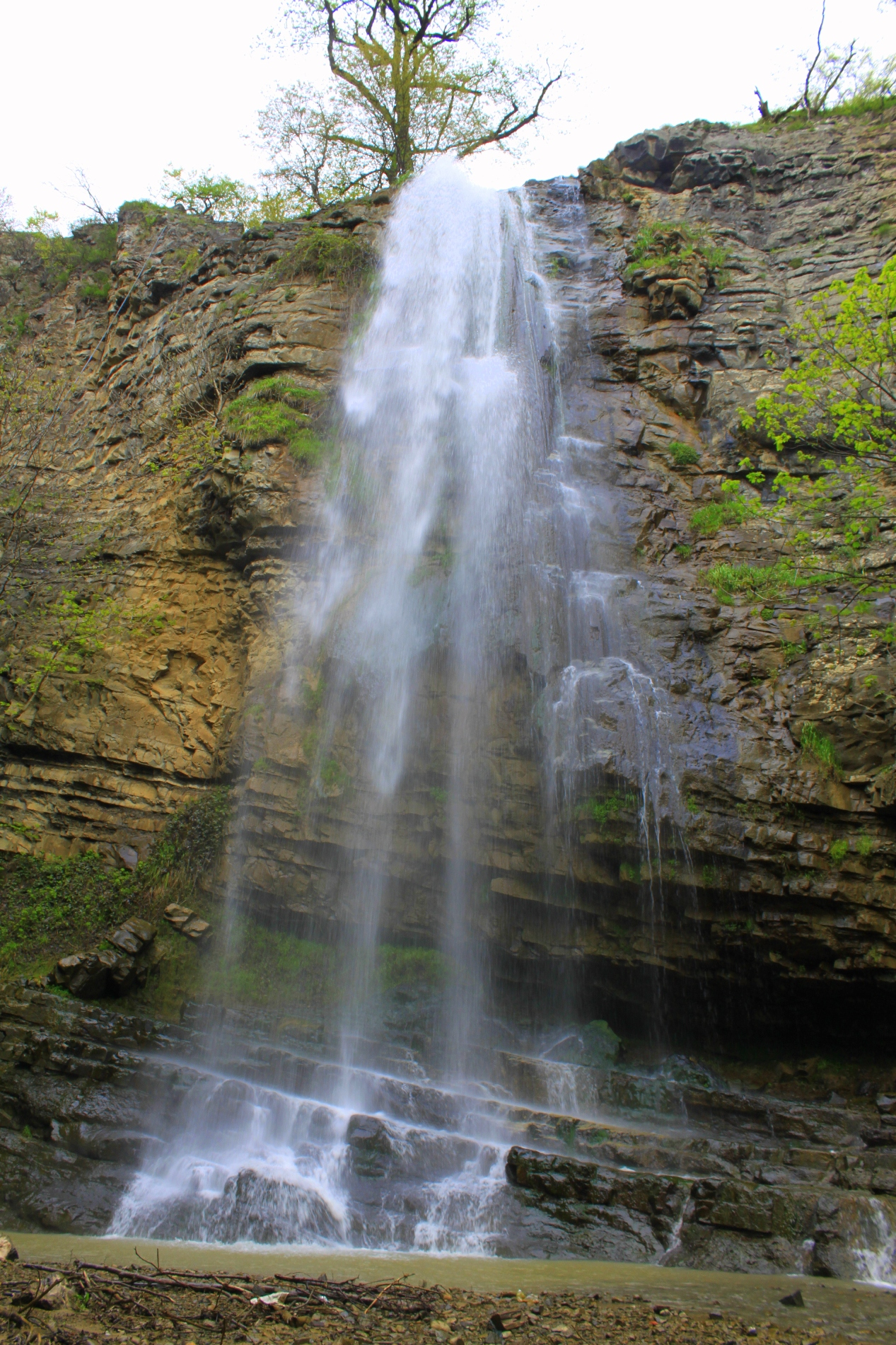
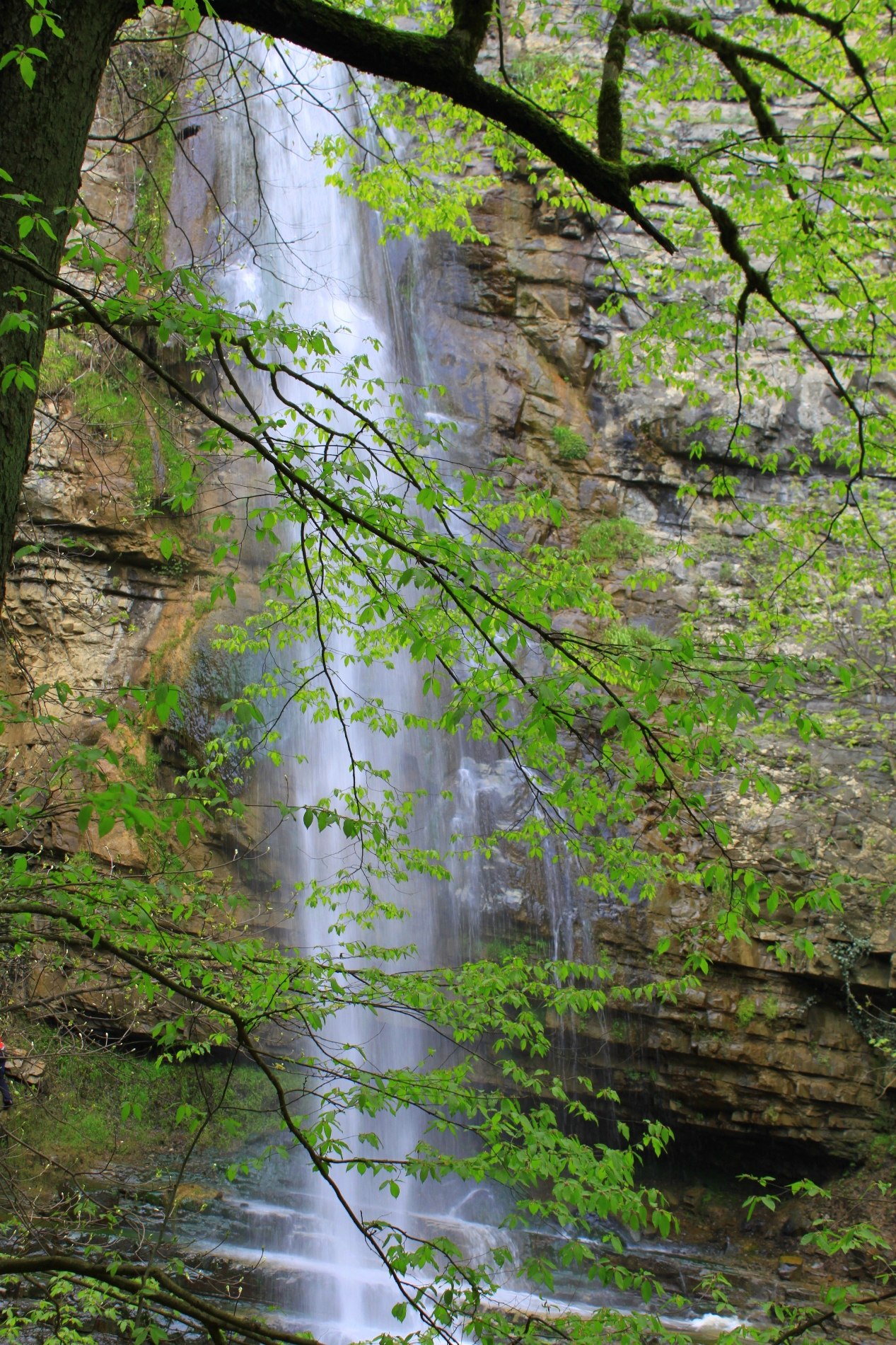
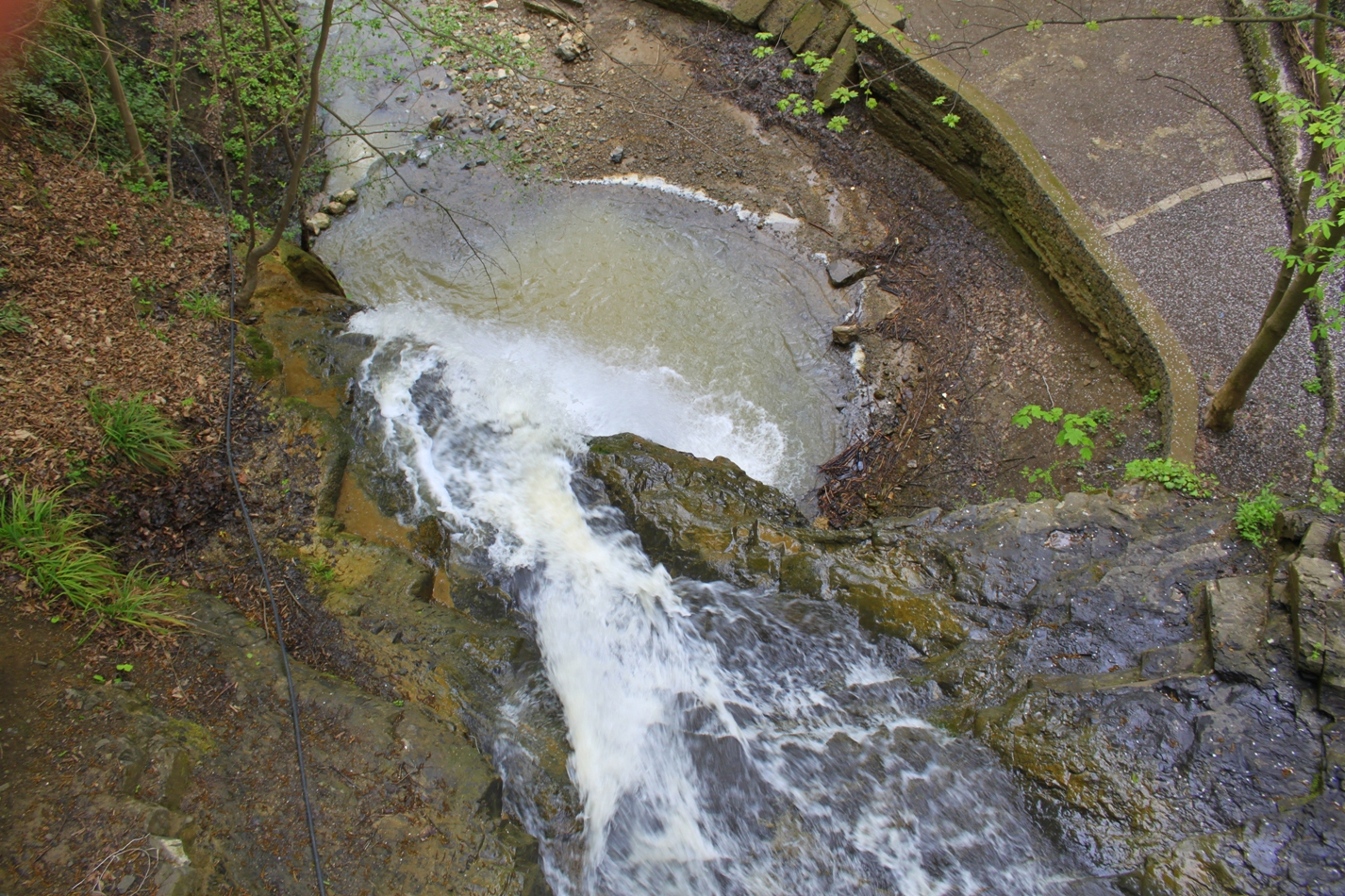
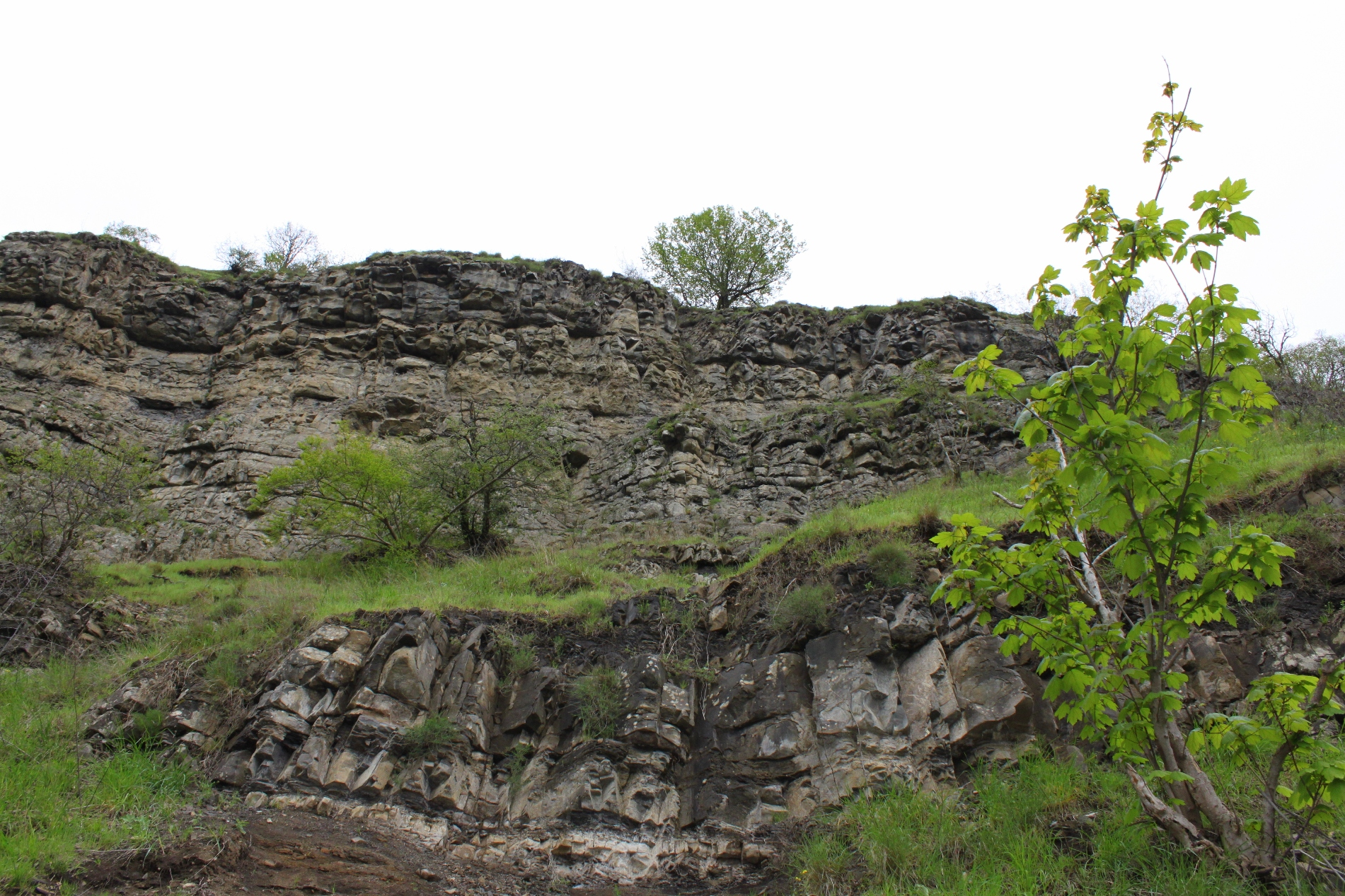
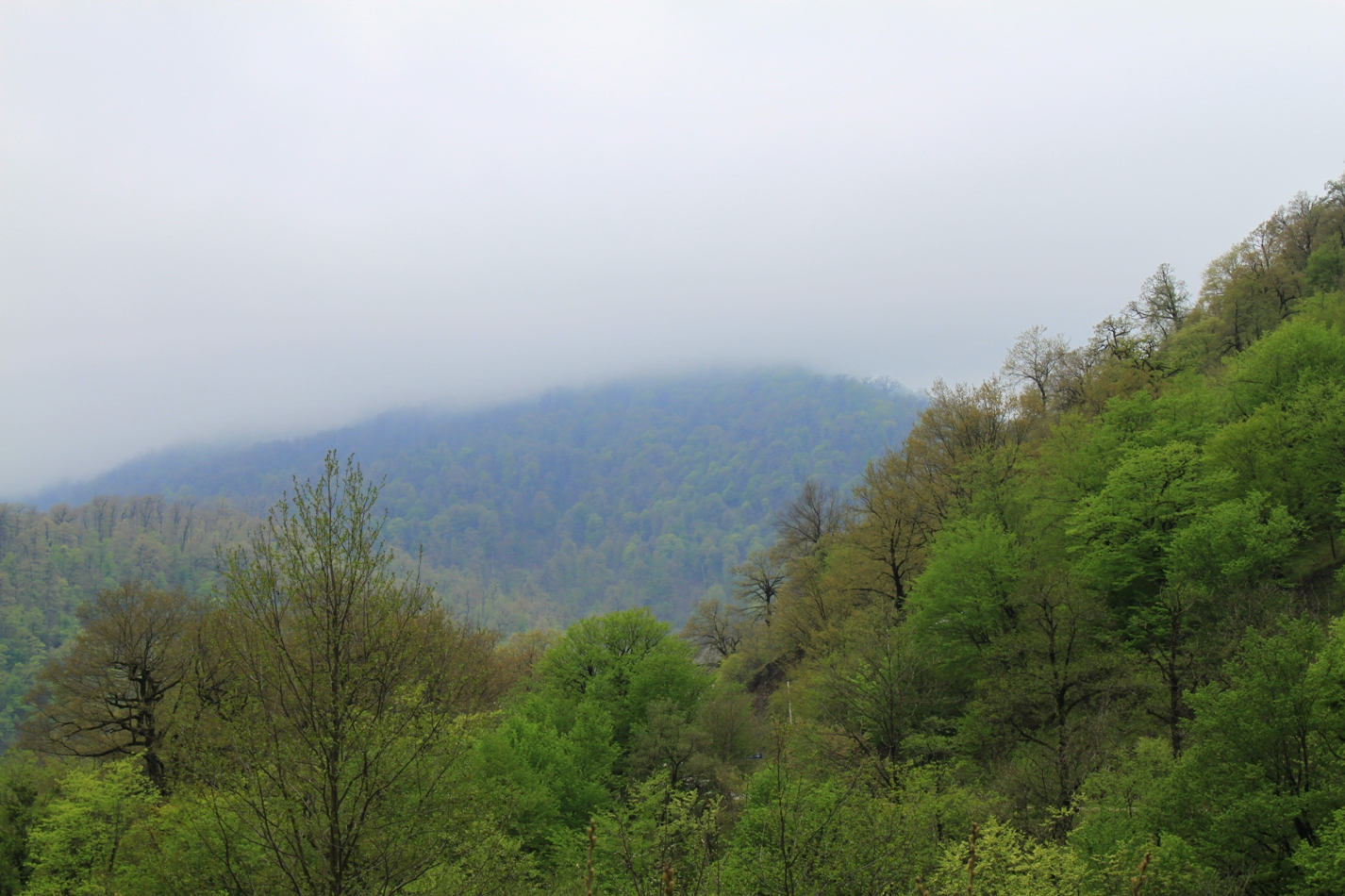